# Мукополисахаридоза тип VI
Муцополисахаридоза тип VI (скраћено МПС тип VI), позната и као Maroteaux-Lamy syndrome је наследна аутозомно рецесивна болест, која настаје због недостатка активности N-ацетилгалактозамин 4-сулфатазе (арилсулфатазе Б) и акумулације дерматан сулфат у лизозомима. Болест карактеришу соматски поремећаји и ментална ретардација.
МПС тип VI је болест, као једна од 7 мукополисахаридоза, спада у групу наследних поремећаја насталих због недостатка лизозомских ензима потребних за катаболизам и деградацију гликозаминогликана (скраћено ГАГ). Гликозаминогликани који су главни састојак везивних ткива, и сложени угљени хидрати обично су везани за протеине у облику протеогликана и укључују хондроитин 4-сулфат, хондроитин 6-сулфат, хепаран сулфат, дерматан сулфат, кератан сулфат и хијалуронску киселину. Због тога што се гликозаминогликан првенствено налази у везивном ткиву,предилекциона патологија првенствено укључују костур, срчане залистке и друге области са стромалним везивним ткиваом.
Клиничке карактеристике МПС тип VI су последица лизозомске акумулације делимично деградираних или нерегистрованих ГАГ-а у облику грубе фасције, обложене рожњаче, органомегалије, контрактура зглобова, вишеструких дизостоза, киле (лумбалне и/или инвиналне), ниског раста и менталне ретардације. Специфични ензимски недостатак и резултујући образац понашања деградационих производа гликозаминогликана одређује фенотип сваког поремећаја. Па су тако, генерално гледано, деградациони продукти дерматана, кератана и хондроитин сулфате  повезани су са висцералним манифестацијама, док се акумулација продукта деградације хепаран сулфата могу повезанти са менталним поремећајима.

## Епидемиологија
Учесталост
Неколико извештаја о учесталости МПС тип VI на глобалном нивоу показују:
- У Аустралији, стопу инциденције од 1 случај на 248.000 рођених (за период од 1980. до 1996. године).[3]
- У Немачкој, стопу инциденције од 1 случај на 432.610 рођених
- Усеверном делу Португалије, стопу инциденције од 1 случај на 238.095 рођених.[4][5]
- У азијско-пацифичком региону и Бразилу подаци о стопи инциденције су непоуздани јер у овим областима света постоји недостатак информација.[6][7]

Морталитет / Морбидитет
МПС тип VI се карактерише значајним морбидитетом због прогресивне акумулације гликозаминогликана. Иако је ментални развој деце нормалан, физички и визуелни недостаци могу негативно утицати на психомоторни развој.
Раст може бити нормалан током првих неколико година живота, али се онда зауставља, што доводи до патуљастог изгледа болесника.
Већина пацијената има замућење рожњаче, што може ометати вид. Може доћи и до изненадног губитка вида који је повезан је са повећаним интракранијалним притиском или могућом компресијом оптичког нерва.
Промене на зглобовима су уобичајена карактеристика, а пацијенти развијају деформације због контрактура (укочености) зглобова.
Кардиоваскуларни поремећаји укључују дисфункцију аорте и митралних валвула.
Промене на скелету карактеришу се вишеструким дисостозама.
Компресија цервикалних костију због абнормалности на њој доводи до, атланто-аксијалне нестабилности и задебљања дуре, што може резултовати појавом бола у екстремитетима, губитком моторних функције и/или сензибилитета у екстремитетима.
Пацијенти могу такође имати рестриктивну болест дисајних путева, опструктивну болест дисајних путева или обе.
Старостни век до смрти варира, а благи облици болести имају дужи век преживљавањем.
Раса
Учесталост јављања МПС тип VI међу расама је скоро подједнака, иако је повећана фреквенција рађања са МПС тип VI пријављена у одређеним популацијама (турско становништво које живи у Немачкој).
Пол
МПС тип VI се наслеђује аутозоно рецесивно, па се због те особине подједнако јавља код мушкараца и жена.
Старост
МПС тип VI као наслеђени поремећај обично се манифестује у раном детињству са: смањеним растом, сложеном дисостозом, ингвиналном и/или умбиликалном килом, рециидивирајућим респираторним обољењем, хепатоспленомегалијом и грубим особинама лица.

## Етиологија
Узок МПС тип VI  је недостатка Н -ацетилгалактозамин 4-сулфатазе (арилсулфатазе Б) и лизозомалне акумулације дерматан сулфата.

## Патофизиологија
МПС тип VI  карактерише прогресивно захватање органа везивног ткива које је резултат континуираног складиштења дерматан сулфата у скелету, срчаним залисцима, слезини, јетри, плућима, тврдој можданици и рожњачи.
Патохистолошки преглед захваћених ткива открива присуство напуњених лизозома. 
Пацијенти изгледају здраво при рођењу и имају убрзан раст у првој години, након чега следи успоравање и низак раст касније у детињству.   Остале компликације укључују губитак слуха, хроничне инфекције респираторног тракта, апнеју у сну, плућна хипертензија, хидроцефалус, слепило са брзим почетком и инсуфицијенција или стеноза срчаних залистака.

## Клиничка слика
Карактеристике лица повезане са МПС тип VI укључују следеће:
- Грубе црте лица (Упоредите црте лица са цртама других чланова породице да бисте најбоље проценили грубост.)
- Макроцефалија
- Повећани језик
- Истакнуто чело
- Могућа груба текстура косе

Хепатомегалија и спленомегалија су често присутне код пацијената са МПС тип VI.
Умбиликалне и ингвиналне киле су честе.
Раст може бити нормалан неколико година, а затим престати, што резултује коначном телесном висином од 90-140 цм. Типично је присутан кратак труп са лумбалном лордозом.
Опацитети рожњаче се могу открити прегледом помоћу прорезне лампе.
Ограничено кретање зглобова, укључујући деформитете канџа-шака, који се појављују у првих неколико година живота.
На  кожи се често  открива хирзутизам.

## Дијагноза
Дијагноза се обично поставља у раном детињству када су очигледни:
- органомегалија,
- замућење рожњаче,
- грубе црте лица,
- увећан језик,
- честе респираторне болести,
- упале средњег уха и
- укоченост зглобова.

## Диференцијална дијагноза
- Мукополисахаридоза тип II
- Мукополисакаридоза тип VII
- Мукополисахаридоза тип IH
- Мукополосахаридоза тип I H/S
- Мукополосахаридоза тип IS
- Мукополисахаридоза тип IV
- Вишеструки недостатак сулфатазе

## Терапија
Пацијенти са мукополисахаридозом типа VI (МПС тип VI), такође познатим као захтевају сталну медицинску негу бројних субспецијалиста. Поред тога, пацијенти треба да добију рутинску педијатријску негу, укључујући и имунизацију. 
Показало се да терапија замене ензима са галсулфазом, коју је одобрила Америчка агенција за храну и лекове (ФДА), побољшава способност ходања и пењања уз степенице и смањује нивое гликозаминогликана (ГАГ) у урину код пацијената са МПС VI.
Због могућег развој валвуларне срчане болести, неопходна је стална контрола и процена стања укључујући и годишњу ехокардиографију.
Антибиотике (како би се спречио субакутни бактеријски ендокардитис од медицинских и стоматолошких процедура) треба користити према препорукама кардиолога.
Како многи пацијенти показују знаке рестриктивне болести дисајних путева, опструктивне болести дисајних путева или обоје, неопходна је стална процене ради правовременог откривања хиповентилације. 
Пацијенти могу имати користи од терапије кисеоником или терапије позитивним притиском (континуирани позитивни притисак у дисајним путевима  или двостепени позитиван притисак у дисајним путевима), посебно када спавају ако имају апнеју у сну.
Пацијенти који имају контрактуре и деформитете шака упућују се на физикалну терапију, која може бити од користи у одржавању оптималну функцију шаке. Синдром карпалног тунела може бити присутан и асимптоматски и треба га редовно процењивати одређивањем проводљости нерава.
Пацијенте који имају главобољу, промену вида или повраћање треба проценити на повећан интракранијални притисак и хидроцефалус. Мерење интратекалног притиска кичмене течности да би се потврдио повећан интракранијални притисак  и правовремено применило лечење. 

### Хируршка терапија
Пацијентима који развију клинички значајну валвуларну болест срца може бити потребна замена срчаних валвула.
Пацијенти са опструктивном болешћу дисајних путева понекад имају користи од тонзилектомије и аденоидектомије. Тешка опструкција дисајних путева и хиповентилација могу на крају захтевати трахеостомију.
Трансплантације рожњаче су биле успешне у враћању вида пацијентима са замућењем рожњаче, иако се таложење депозита у трансплантираној рожњачи може поновити током времена.
Хируршка декомпресија карпалног тунела примењује се како  би се сачувала функција нерава шаке.
Неурохирургија може бити потребна за постављање вентрикулоперитонеалних декомпресијских шантова код хидроцефалуса или повећан интракранијалног притиска.
Ортопедска хирургија може бити неопходна за декомпресију кичмене мождине или за стабилизацију атлантоаксијалног споја.
Пацијенти често развијају дисплазију кука и захтевају операцију замене кука.

## Компликације
Губитак вида може настати због: 
- замућења рожњаче (често)

- повећаног интракранијалног притиска или компресије оптичког нерва.[14]

Губитак слуха је чест и може захтевати примени слушних апарата.
Синдром карпалног тунела је честа компликација.
Опструктивна болест дисајних путева може довести до хиповентилације и плућне хипертензије.
Валвуларна срчана болест је честа и може довести до конгестивне срчане инсуфицијенције.
Може доћи до компресије кичмене мождине са оштећењем њене функције и парализом.